# Grande Prêmio da Arábia Saudita de 2023
O Grande Prêmio da Arábia Saudita de 2023 (formalmente denominado Formula 1 STC Saudi Arabian Grand Prix 2023) foi a segunda etapa da temporada de 2023 da Fórmula 1, disputada no dia 19 de Março de 2023 no Circuito Corniche de Gidá na Arábia Saudita.

## Contexto
O evento foi realizado no fim de semana de 17 a 19 de março, sendo a segunda etapa do Campeonato Mundial de Fórmula 1 de 2023.

### Classificação do campeonato antes da corrida
Entrando no fim de semana, Max Verstappen lidera o Campeonato Mundial de Pilotos com 25 pontos, a 7 do companheiro de equipe Sergio Pérez, segundo, e a 10 de Fernando Alonso, terceiro. A Red Bull Racing lidera o Campeonato de Construtores por uma diferença da Aston Martin de 20 pontos e da Mercedes de 27 pontos.

### Participantes
Todos os pilotos e equipes eram os mesmos da lista de inscritos da temporada, sem pilotos substitutos adicionais a esta corrida.

### Pneus
A  fornecedora de pneus Pirelli trará os compostos de pneus C2, C3 e C4 (designados duros, médios e macios, respectivamente) para as equipes usarem no evento.
| Nome do composto | Cor | Cor | Banda de rolamento | Condições de tempo | Aderência | Durabilidade |
| ---------------- | --- | --- | ------------------ | ------------------ | --------- | ------------ |
| Duro             | C2  |     | Lisa               | Seco               | Baixa     | Alta         |
| Médio            | C3  |     | Lisa               | Seco               | Média     | Média        |
| Macio            | C4  |     | Lisa               | Seco               | Alta      | Baixa        |

### Mudanças na pista
As curvas 22 e 23 foram apertadas e as paredes recuadas em várias curvas, devido a questões de segurança relacionadas a curvas rápidas e cegas. As zebras também foi alteradas para melhorar a segurança. Além disso, o terceiro ponto de detecção do DRS foi movido mais à frente, sendo posicionado na saída da curva 27. Como resultado, o terceiro ponto de ativação do DRS foi movido mais à frente, sendo posicionado a 240 metros (790 pé) após a curva 27. As alterações nas zonas do DRS foram feitas em resposta a táticas perigosas empregadas nas edições anteriores do Grande Prêmio, onde os pilotos precisavam frear erraticamente para a curva 27, a fim de cair atrás dos adversários e ganharem a vantagem do DRS.

### Penalidades
Após sua retirada no Barém devido a problemas eletrônicos em seu volante, Charles Leclerc, piloto monegasco da Ferrari, levou uma penalidade de dez posições no grid devido a terceira utilização de um componente eletrônico de controle.

## Treinos Livres
Em negrito, os respectivos melhores tempos de cada sessão. A classificação inicial do treino foi colocada considerando-se o TL2.
Max Verstappen, apesar de ter relatado alguns problemas estomacais antes dos treinos livres, conseguiu o melhor desempenho na primeira sessão de treinos livres. O campeão mundial terminou sua melhor volta um segundo mais rápido que o mais rápido, na sessão análoga em 2022. O holandês foi o único a atingir um tempo abaixo de um minuto e trinta segundos, obtido após o acerto do carro ter sido rebaixado. As seis primeiras posições foram divididas em pares: atrás da dupla da Red Bull Racing ficou a dupla da Aston Martin, seguida pela Mercedes. Por outro lado, as duas Ferraris foram menos competitivas, mas concentraram seu trabalho em encontrar o acerto para a corrida.
Verstappen também se confirmou na sessão da noite, liderando a melhor volta com um tempo semelhante ao da primeira sessão. Atrás dele ficou  Fernando Alonso, que conseguiu ultrapassar o companheiro de equipe de Verstappen, Sergio Pérez, por um décimo. O espanhol também se mostrou próximo do desempenho dos carros austríacos em termos de ritmo de corrida. Em quarto lugar ficou Esteban Ocon, à frente de George Russell. Lewis Hamilton, terminou apenas na décima primeira colocação, atrás da dupla da Ferrari, demonstrando estar menos confortável. A empresa italiana continuou com os testes no carro, focando também no estudo da aerodinâmica, tanto que o melhor piloto com motores Ferrari foi Nico Hülkenberg, da Haas.
O piloto Nyck de Vries, da AlphaTauri-Honda RBPT não participou da terceira sessão de treinos livres após seu carro necessitar uma troca na unidade de potência. Durante os treinos foram enfrentadas pelos pilotos diversas dificuldades na pista por conta do tráfego, Lewis Hamilton relatou problemas para realizar uma volta rápida. Lando Norris durante uma volta rápida foi atrapalhado por Max Verstappen que prontamente pediu desculpas e cobrou seu engenheiro dando uma bronca pelo rádio.
Antes do início da terceira sessão de treinos livres no sábado, a segunda caixa de câmbio e transmissão foram instaladas no carro de Max Verstappen. O não é penalizado no grid de largada, pois os novos componentes instalados estão entre os que podem ser utilizados dentro do número máximo estabelecido pelo regulamento.
Mesmo no sábado, Verstappen continuou sendo o mais rápido. O holandês, após testar os pneus duros, colocou os macios e colheu desempenho mais de um segundo melhor que o melhor tempo na mesma sessão da temporada anterior. Seu companheiro de equipe, Sergio Perez atinge sua melhor marca seis décimos atrás de Max. Atrás da dupla da Red Bull Racing, foi confirmada o bom desempenho dos carros da Aston Martin, que ficaram com a terceiro e o quarto lugar. As Ferraris voltaram a testar diferentes acertos de pneus e carga de combustível, enquanto as Mercedes foram mais competitivas, com Hamilton o quinto tempo mais rápido, e as McLarens, ficaram com o sétimo e o oitavo tempo mais rápido.
| Pos.    | No. | Piloto           | Construtora                | Tempos   | Tempos | Tempos   | Tempos | Tempos   | Tempos |
| Pos.    | No. | Piloto           | Construtora                | TL1      | P.     | TL2      | P.     | TL3      | P.     |
| ------- | --- | ---------------- | -------------------------- | -------- | ------ | -------- | ------ | -------- | ------ |
| 1       | 1   | Max Verstappen   | Red Bull Racing-Honda RBPT | 1:29.617 |        | 1:29.603 |        | 1:28.485 |        |
| 2       | 14  | Fernando Alonso  | Aston Martin-Mercedes      | 1:30.315 |        | 1:29.811 |        | 1:29.483 |        |
| 3       | 11  | Sergio Pérez     | Red Bull Racing-Honda RBPT | 1:30.100 |        | 1:29.902 |        | 1:29.098 |        |
| 4       | 31  | Esteban Ocon     | Alpine-Renault             | 1:31.181 |        | 1:30.039 |        | 1:29.953 |        |
| 5       | 63  | George Russell   | Mercedes                   | 1:30.771 |        | 1:30.070 |        | 1:29.811 |        |
| 6       | 10  | Pierre Gasly     | Alpine-Renault             | 1:30.949 |        | 1:30.100 |        | 1:29.701 |        |
| 7       | 18  | Lance Stroll     | Aston Martin-Mercedes      | 1:30.577 |        | 1:30.110 |        | 1:29.509 |        |
| 8       | 27  | Nico Hülkenberg  | Haas-Ferrari               | 1:31.552 |        | 1:30.181 |        | 1:29.933 |        |
| 9       | 16  | Charles Leclerc  | Ferrari                    | 1:31.118 |        | 1:30.341 |        | 1:29.588 |        |
| 10      | 55  | Carlos Sainz Jr. | Ferrari                    | 1:30.924 |        | 1:30.592 |        | 1:29.761 |        |
| 11      | 44  | Lewis Hamilton   | Mercedes                   | 1:30.787 |        | 1:30.599 |        | 1:29.568 |        |
| 12      | 4   | Lando Norris     | McLaren-Mercedes           | 1:32.149 |        | 1:30.721 |        | 1:29.690 |        |
| 13      | 22  | Yuki Tsunoda     | AlphaTauri-Honda RBPT      | 1:31.110 |        | 1:30.776 |        | 1:30.797 |        |
| 14      | 23  | Alexander Albon  | Williams-Mercedes          | 1:31.030 |        | 1:30.810 |        | 1:29.983 |        |
| 15      | 20  | Kevin Magnussen  | Haas-Ferrari               | 1:31.566 |        | 1:30.820 |        | 1:30.131 |        |
| 16      | 24  | Guanyu Zhou      | Alfa Romeo-Ferrari         | 1:31.986 |        | 1:30.837 |        | 1:29.917 |        |
| 17      | 21  | Nyck de Vries    | AlphaTauri-Honda RBPT      | 1:31.450 |        | 1:30.921 |        | S/tempo  | —      |
| 18      | 2   | Logan Sargeant   | Williams-Mercedes          | 1:31.922 |        | 1:30.959 |        | 1:30.035 |        |
| 19      | 81  | Oscar Piastri    | McLaren-Mercedes           | 1:31.491 |        | 1:30.964 |        | 1:29.698 |        |
| 20      | 77  | Valtteri Bottas  | Alfa Romeo-Ferrari         | 1:31.970 |        | 1:31.052 |        | 1:30.317 |        |
| Fontes: |     |                  |                            |          |        |          |        |          |        |

## Qualificação
A qualificação foi realizada em 18 de março de 2023 às 20:00 no horário local (UTC+6) ou às 14:00 no horário de Brasília.
Antes da qualificação, a segunda unidade relativa ao motor de combustão interna (ICE), turbocompressor (TC), MGU-H, MGU-K, unidade de central eletrônico (CE) e sistema de exaustão (EX) foram instalada no carro de Nyck De Vries. O piloto holandês da AlphaTauri não é penalizado no grid de largada pois os novos componentes instalados estão entre os que podem ser utilizados no número máximo estabelecido pelo regulamento técnico.
Durante o Q1, conforme esperado após os treinos livres, Max Verstappen continuou provando seu favoritismo terminando na primeira colocação, seguido por Sergio Perez e Fernando Alonso, que mesmo após ter rodado sozinho, garantiu o terceiro melhor tempo. Logan Sargeant, apesar de ter sido o primeiro a registrar tempo, teve sua tentativa deletada ao não respeitar os limites da pista, o piloto estadunidense ainda rodou na curva 22, arruinando sua volta e não conseguindo entrar na briga pela passagem ao Q2, terminando sem tempo. Por sua vez, Lando Norris colidiu na curva 27, danificando parte de sua suspensão, não conseguindo retornar ao traçado a tempo, por conta disso, terminou na 19º colocação. Tsunoda, Albon, de Vries, estreante na pista, Sargeant e Norris foram eliminados.
Encaminhado à garantir a pole position, Verstappen apresentou problemas mecânicos em seu carro e foi obrigado a abandonar, o piloto, acelerava em sua volta rápida no Q2, quando a rotação aumentou e, então, caiu; seu semi-eixo havia quebrado. Apesar de ter liderado o Q2 durante quase todo o tempo, Fernando Alonso foi superado perto do término da seção por Sergio Pérez, retomando a liderança para a Red Bull Racing. Charles Leclerc e Carlos Sainz terminaram na terceira e quarta posição, respectivamente. Hülkenberg, Zhou, Magnussen, Bottas e Verstappen foram eliminados.
No término do Q3, Sergio Pérez garantiu a pole position com um tempo de 1:28.265, seguido por Charles Leclerc, que, por conta de sua punição largou na décima segunda colocação, Fernando Alonso garantiu a terceira colocação, seguido por George Russel e Carlos Sainz Jr.
Durante a qualificação, por quatro vezes foram anuladas voltas pelos comissários aos pilotos por não respeitarem os limites da pista, cruzando a área pintada entre a entrada do pit lane e a pista. Logan Sargeant, Nico Hülkenberg, Kevin Magnussen e Lewis Hamilton tiveram seus tempo cancelados. Por sua vez, em cinco ocasiões foram canceladas durante a exibição das duplas bandeiras amarelas. Esteban Ocon, Pierre Gasly, Charles Leclerc, Nico Hülkenberg e Carlos Sainz Jr. tiveram seus tempos cancelados na curva 23.

### Classificação da Qualificação
Em negrito, os respectivos melhores tempos de cada sessão e o piloto com a pole position.
| Pos.                     | No. | Piloto           | Construtora                | Tempos Qualificatórios | Tempos Qualificatórios | Tempos Qualificatórios | Grid final |
| Pos.                     | No. | Piloto           | Construtora                | Q1                     | Q2                     | Q3                     | Grid final |
| ------------------------ | --- | ---------------- | -------------------------- | ---------------------- | ---------------------- | ---------------------- | ---------- |
| 1                        | 11  | Sergio Pérez     | Red Bull Racing-Honda RBPT | 1:29.244               | 1:28.635               | 1:28.265               | 1          |
| 2                        | 16  | Charles Leclerc  | Ferrari                    | 1:29.376               | 1:28.903               | 1:28.420               | 12         |
| 3                        | 14  | Fernando Alonso  | Aston Martin-Mercedes      | 1:29.298               | 1:28.757               | 1:28.730               | 2          |
| 4                        | 63  | George Russell   | Mercedes                   | 1:29.592               | 1:29.132               | 1:28.857               | 3          |
| 5                        | 55  | Carlos Sainz Jr. | Ferrari                    | 1:29.411               | 1:28.957               | 1:28.931               | 4          |
| 6                        | 18  | Lance Stroll     | Aston Martin-Mercedes      | 1:29.335               | 1:28.962               | 1:28.945               | 5          |
| 7                        | 31  | Esteban Ocon     | Alpine-Renault             | 1:29.707               | 1:29.255               | 1:29.078               | 6          |
| 8                        | 44  | Lewis Hamilton   | Mercedes                   | 1:29.689               | 1:29.374               | 1:29.223               | 7          |
| 9                        | 81  | Oscar Piastri    | McLaren-Mercedes           | 1:29.706               | 1:29.378               | 1:29.243               | 8          |
| 10                       | 10  | Pierre Gasly     | Alpine-Renault             | 1:29.890               | 1:29.411               | 1:29.357               | 9          |
| 11                       | 27  | Nico Hülkenberg  | Haas-Ferrari               | 1:29.547               | 1:29.451               | N/A                    | 10         |
| 12                       | 24  | Guanyu Zhou      | Alfa Romeo-Ferrari         | 1:29.654               | 1:29.461               | N/A                    | 11         |
| 13                       | 20  | Kevin Magnussen  | Haas-Ferrari               | 1:29.744               | 1:29.634               | N/A                    | 13         |
| 14                       | 77  | Valtteri Bottas  | Alfa Romeo-Ferrari         | 1:29.929               | 1:29.668               | N/A                    | 14         |
| 15                       | 1   | Max Verstappen   | Red Bull Racing-Honda RBPT | 1:28.761               | 1:49.953               | N/A                    | 15         |
| 16                       | 22  | Yuki Tsunoda     | AlphaTauri-Honda RBPT      | 1:29.939               | N/A                    | N/A                    | 16         |
| 17                       | 23  | Alexander Albon  | Williams-Mercedes          | 1:29.994               | N/A                    | N/A                    | 17         |
| 18                       | 21  | Nyck de Vries    | AlphaTauri-Honda RBPT      | 1:30.244               | N/A                    | N/A                    | 18         |
| 19                       | 4   | Lando Norris     | McLaren-Mercedes           | 1:30.447               | N/A                    | N/A                    | 19         |
| Tempo dos 107%: 1:37.362 |     |                  |                            |                        |                        |                        |            |
| —                        | 2   | Logan Sargeant   | Williams-Mercedes          | 2:08.510               | N/A                    | N/A                    | 20         |
| Fontes:                  |     |                  |                            |                        |                        |                        |            |

## Corrida
A corrida foi realizada em 19 de Março de 2023 às 20:00 no horário local (UTC+6) ou às 14:00 no horário de Brasília.
| Pos.                                                                                 | No. | Piloto           | Construtora                | Voltas | Tempo/Retirado | Pit | Pneus | Grid | Dif     | Pontos |
| ------------------------------------------------------------------------------------ | --- | ---------------- | -------------------------- | ------ | -------------- | --- | ----- | ---- | ------- | ------ |
| 1                                                                                    | 11  | Sergio Pérez     | Red Bull Racing-Honda RBPT | 50     | 1:21:14.894    | 1   |       | 1    | Estável | 25     |
| 2                                                                                    | 1   | Max Verstappen   | Red Bull Racing-Honda RBPT | 50     | +5.355         | 1   |       | 15   | 13      | 19     |
| 3                                                                                    | 14  | Fernando Alonso  | Aston Martin-Mercedes      | 50     | +20.728        | 1   |       | 2    | 1       | 15     |
| 4                                                                                    | 63  | George Russell   | Mercedes                   | 50     | +25.866        | 1   |       | 3    | 1       | 12     |
| 5                                                                                    | 44  | Lewis Hamilton   | Mercedes                   | 50     | +31.065        | 1   |       | 7    | 2       | 10     |
| 6                                                                                    | 55  | Carlos Sainz Jr. | Ferrari                    | 50     | +35.876        | 1   |       | 4    | 2       | 8      |
| 7                                                                                    | 16  | Charles Leclerc  | Ferrari                    | 50     | +43.162        | 1   |       | 12   | 5       | 6      |
| 8                                                                                    | 31  | Esteban Ocon     | Alpine-Renault             | 50     | +52.832        | 1   |       | 6    | 2       | 4      |
| 9                                                                                    | 10  | Pierre Gasly     | Alpine-Renault             | 50     | +54.747        | 1   |       | 9    | Estável | 2      |
| 10                                                                                   | 20  | Kevin Magnussen  | Haas-Ferrari               | 50     | +64.826        | 1   |       | 13   | 2       | 1      |
| 11                                                                                   | 22  | Yuki Tsunoda     | AlphaTauri-Honda RBPT      | 50     | +67.494        | 1   |       | 16   | 6       | —      |
| 12                                                                                   | 27  | Nico Hülkenberg  | Haas-Ferrari               | 50     | +70.588        | 1   |       | 10   | 2       |        |
| 13                                                                                   | 24  | Guanyu Zhou      | Alfa Romeo-Ferrari         | 50     | +76.060        | 2   |       | 11   | 2       |        |
| 14                                                                                   | 21  | Nyck de Vries    | AlphaTauri-Honda RBPT      | 50     | +77.478        | 1   |       | 18   | 4       |        |
| 15                                                                                   | 2   | Logan Sargeant   | Williams-Mercedes          | 50     | +86.293        | 1   |       | 20   | 5       |        |
| 16                                                                                   | 81  | Oscar Piastri    | McLaren-Mercedes           | 50     | +85.021        | 1   |       | 8    | 8       |        |
| 17                                                                                   | 44  | Lando Norris     | McLaren-Mercedes           | 50     | +86.445        | 2   |       | 19   | 2       |        |
| 18                                                                                   | 77  | Valtteri Bottas  | Alfa Romeo-Ferrari         | 50     | 1V             | 2   |       | 14   | 4       |        |
| Ret.                                                                                 | 23  | Alexander Albon  | Williams-Mercedes          | 27     | Freios         | 2   |       | 17   |         |        |
| Ret.                                                                                 | 18  | Lance Stroll     | Aston Martin-Mercedes      | 18     | Motor          | 1   |       | 5    |         |        |
| Volta mais rápida: Max Verstappen (Red Bull Racing-Honda RBPT) - 1:29.603 (volta 50) |     |                  |                            |        |                |     |       |      |         |        |
| Referências:                                                                         |     |                  |                            |        |                |     |       |      |         |        |

### Voltas na liderança
| Piloto          | Construtora                | Voltas |
| --------------- | -------------------------- | ------ |
| Sergio Pérez    | Red Bull Racing-Honda RBPT | 47     |
| Fernando Alonso | Aston Martin-Mercedes      | 3      |
| Referências:    |                            |        |

### Informações da corrida
Após uma pane elétrica em seu carro, Max Verstappen e favorito a vencer a corrida largou apenas na 15º posição após não ter conseguido completar um tempo no Q2. Por sua vez, Charles Leclerc, que atingiu o segundo melhor tempo no Q3, foi punido em dez posições devido a terceira utilização de um componente eletrônico de controle, por isso, largou na 12º posição.
Dentre as estratégias de corrida, a Pirelli, fornecedora de pneus, constatou que a mais rápida seria iniciar com um pneu médio (C3) até as respectivas voltas 18 e 25. E, em seguida, trocar para o pneu duro, portanto, apenas uma parada. Todos os pilotos iniciaram com pneus médios, com exceção de Lewis Hamilton e Logan Sargeant que iniciaram com pneus duros; e Charles Leclerc e Lando Norris que começaram com pneus macios.
Fernando Alonso e Sergio Pérez largaram bem e disputaram a primeira posição, porém, o piloto espanhol da Aston Martin venceu a disputa e ficou na liderança até ser ultrapassado na volta 4 por Perez. Charles Leclerc da Ferrari conquistou três posições na largada. Apesar do bom começo, Alonso foi punido em 5 segundos após ter posicionado seu carro fora do colchete no grid. Max Verstappen conquistou duas posições na largada. Por sua vez, Oscar Piastri sofreu um dano em seu carro e precisou retornar ao boxes para trocar o bico de seu carro, o piloto que largou em 8º, após a parada, retornou em último. Lewis Hamilton foi investigado por realizar um ziguezague na largada e acabou recebendo uma advertência.
Na volta 18, o carro do Lance Stroll parou e o safety car entrou na pista, após a parada, fiscais de pista conteram um princípio de incêndio nos freios dianteiros de Stroll. Aproveitando-se dessa situação, diversos pilotos foram aos boxes, dentre eles, Fernando Alonso que cumpriu sua punição de 5s. Após três voltas, na 21, o a corrida fora retomada e o safety car deixou a pista. Alexander Albon apresentou problemas no freio e teve de abandonar a corrida na volta 27.
Sergio Pérez, piloto mexicano da Red Bull, liderou a corrida desde a volta 4, quando retomou a liderança após perdê-la para Fernando Alonso e conquistou sua quinta vitória. Fernando Alonso, terminou na terceira colocação e conquistou seu centésimo pódio na carreira da Fórmula 1 se tornando o sexto piloto a alcançar 100 pódios na Fórmula 1 juntando-se a Alain Prost, Michael Schumacher, Lewis Hamilton, Sebastian Vettel e Kimi Raikkonen.
Em 04 de Março de 2024, foi divulgado que o presidente da FIA, Mohammed Ben Sulayem, estava sendo investigado por tentativa de manipulação do resultado da corrida, por supostamente tentar interceder em favor de Alonso e reverter sua punição.

## Tabela do campeonato após a corrida
|        | Pos. | Piloto           | Pontos |
| ------ | ---- | ---------------- | ------ |
|        | 1    | Max Verstappen   | 44     |
|        | 2    | Sergio Pérez     | 43     |
|        | 3    | Fernando Alonso  | 30     |
|        | 4    | Carlos Sainz Jr. | 20     |
|        | 5    | Lewis Hamilton   | 20     |
| Fonte: |      |                  |        |

|        | Pos. | Construtora                | Pontos |
| ------ | ---- | -------------------------- | ------ |
|        | 1    | Red Bull Racing-Honda RBPT | 87     |
|        | 2    | Aston Martin-Mercedes      | 38     |
|        | 3    | Mercedes                   | 38     |
|        | 4    | Ferrari                    | 26     |
| 1      | 5    | Alpine-Renault             | 8      |
| Fonte: |      |                            |        |

- Nota: Apenas as cinco primeiras posições estão incluídas em ambas as classificações.